# Levin Corbin Handy
Levin Corbin Handy (srpen 1855 – 26. března 1932) byl americký portrétní fotograf, který žil a pracoval v průběhu 19. a na počátku 20. století.

## Život a dílo
Válečný fotograf a otec fotožurnalismu Mathew Brady byl Handyho vyženěný strýc a Handy se u něho učil od svých dvanácti let. Po několika letech práce v Bradyho studiu se z něj stal zručný asistent fotografa. Později se Handy stal nezávislým fotografem ve Washingtonu. V 80. letech vstoupil do partnerství se Samuelem C. Chesterem, a následně spolupracovali také s Bradym. Handy fotografoval individuální portréty a poskytoval fotografické a reprografické služby pro federální vládu Spojených států. Mezi lety 1880 a 1896 dokumentoval stavbu budovy Thomas Jefferson Building Library of Congress.
Po smrti svého strýce v roce 1896 zdědil Handy jeho fotografie. Po Handyho smrti přešly snímky jeho i Bradyho do majetku jeho dcer Alice H. Coxové a Mary H. Evansové. V roce 1954 od dcer koupila Kongresová knihovna přibližně 10 000 těchto negativů.

## Galerie

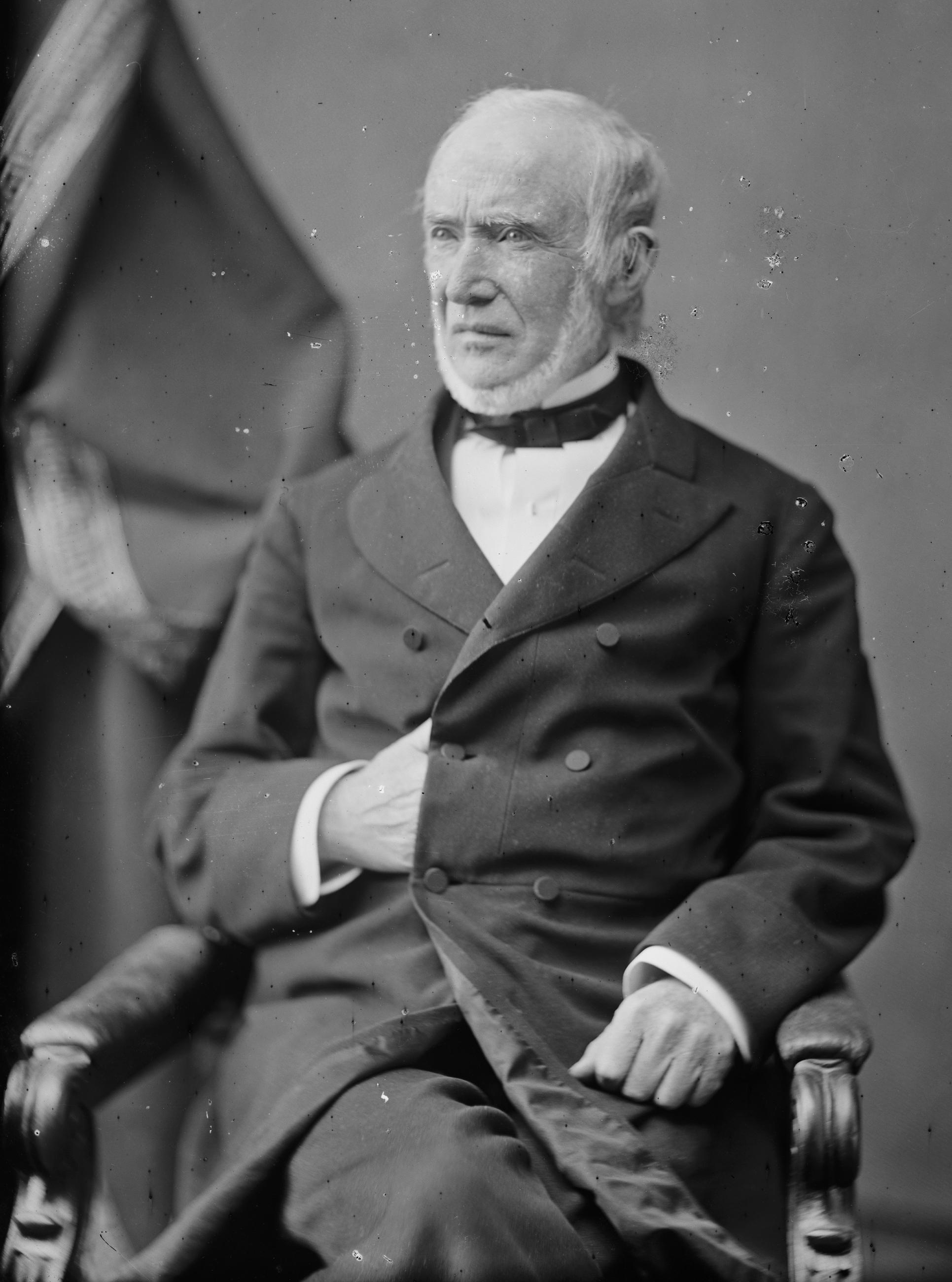
Charles O´Conor
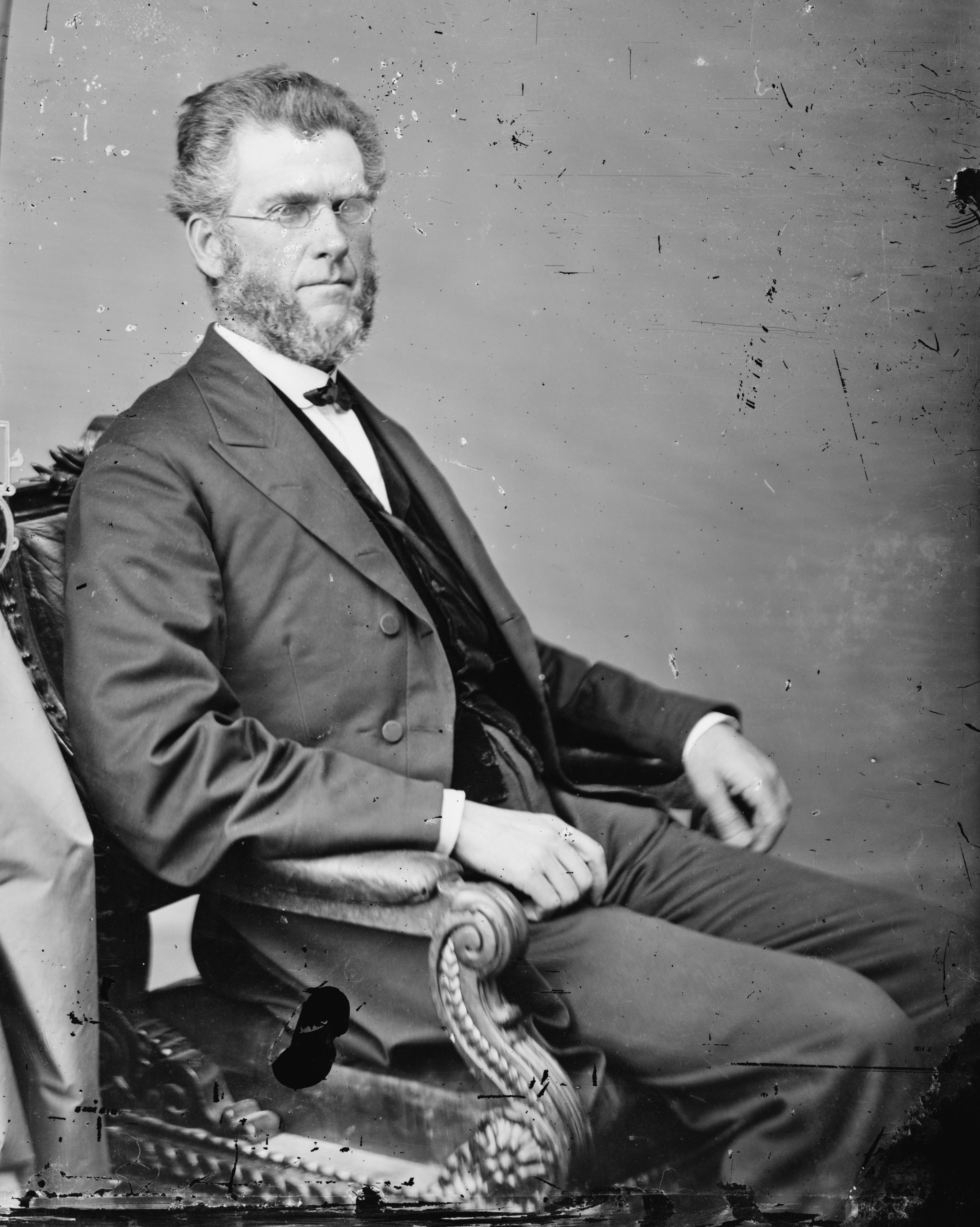
Thomas Tipton
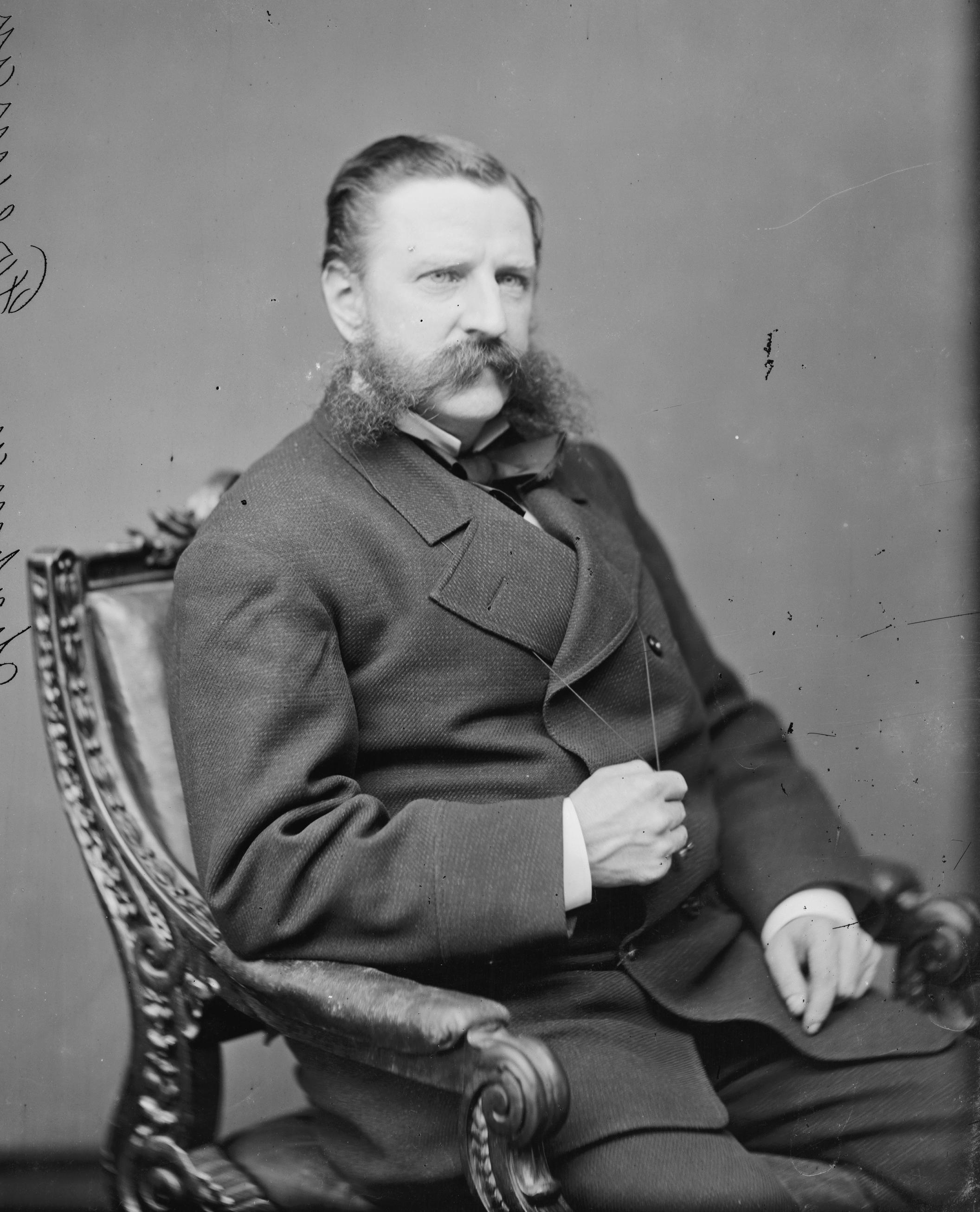
Chapman Freeman
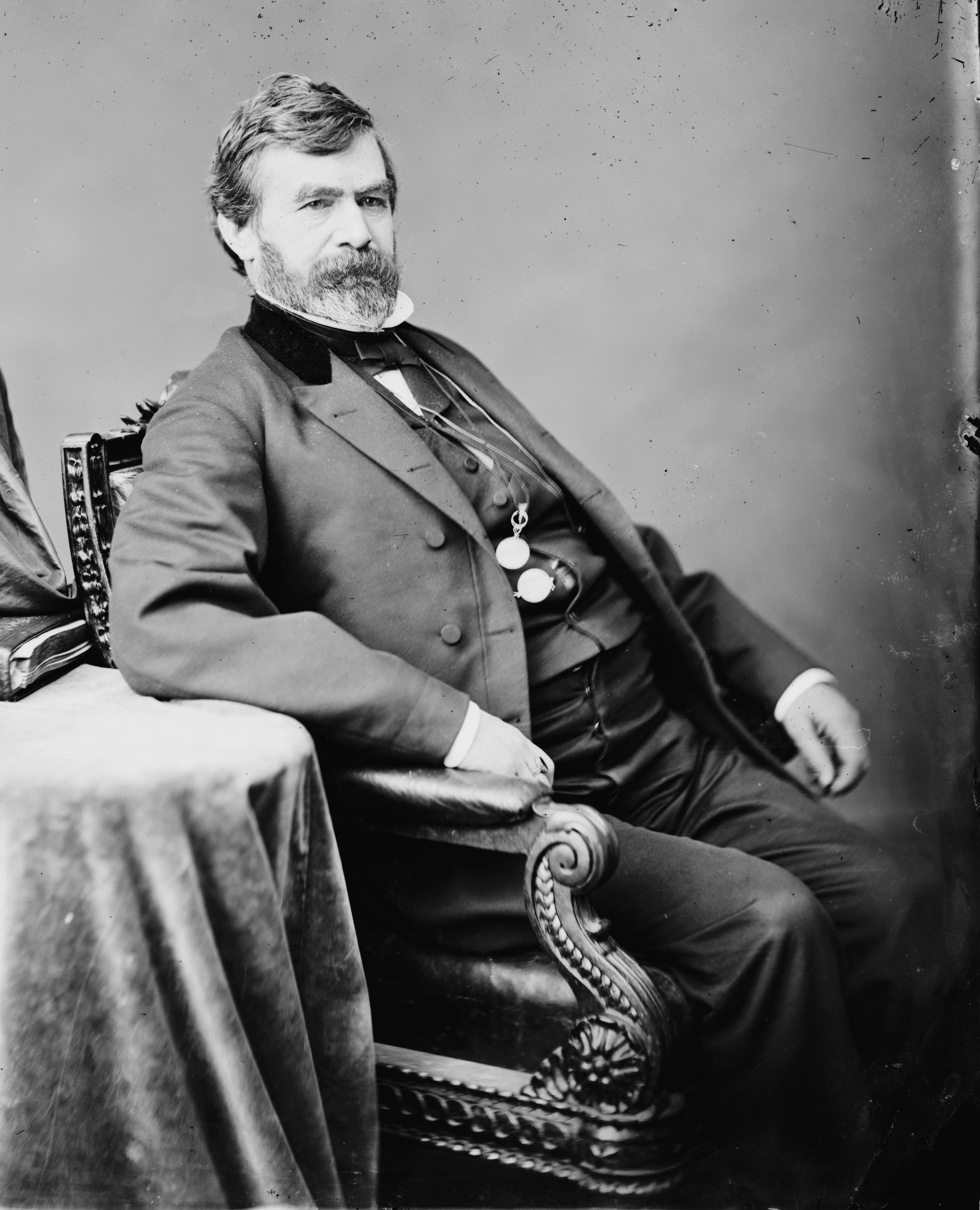
John Dodson Stiles
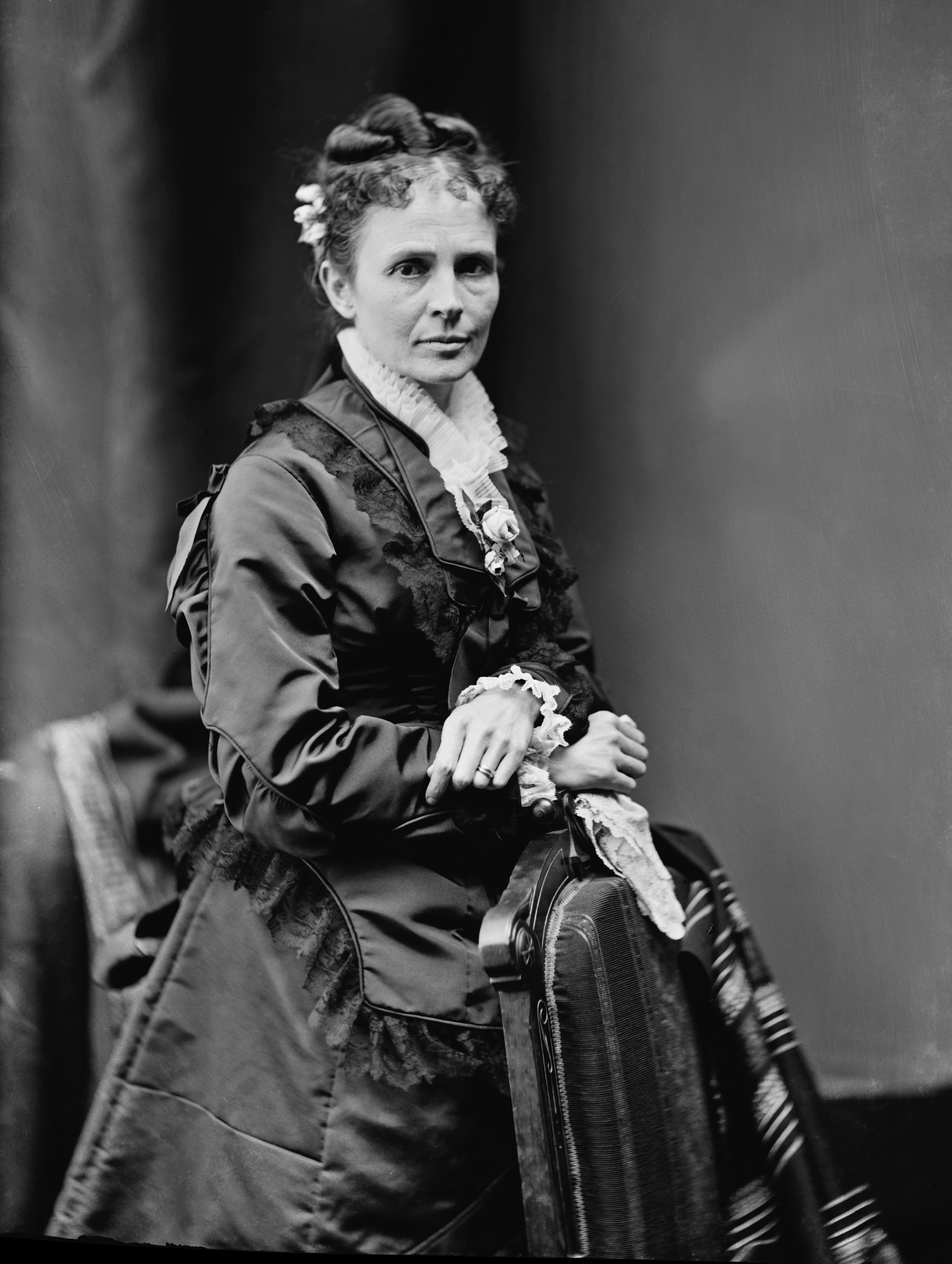
Lucretia Garfieldová, 1870 - 1880
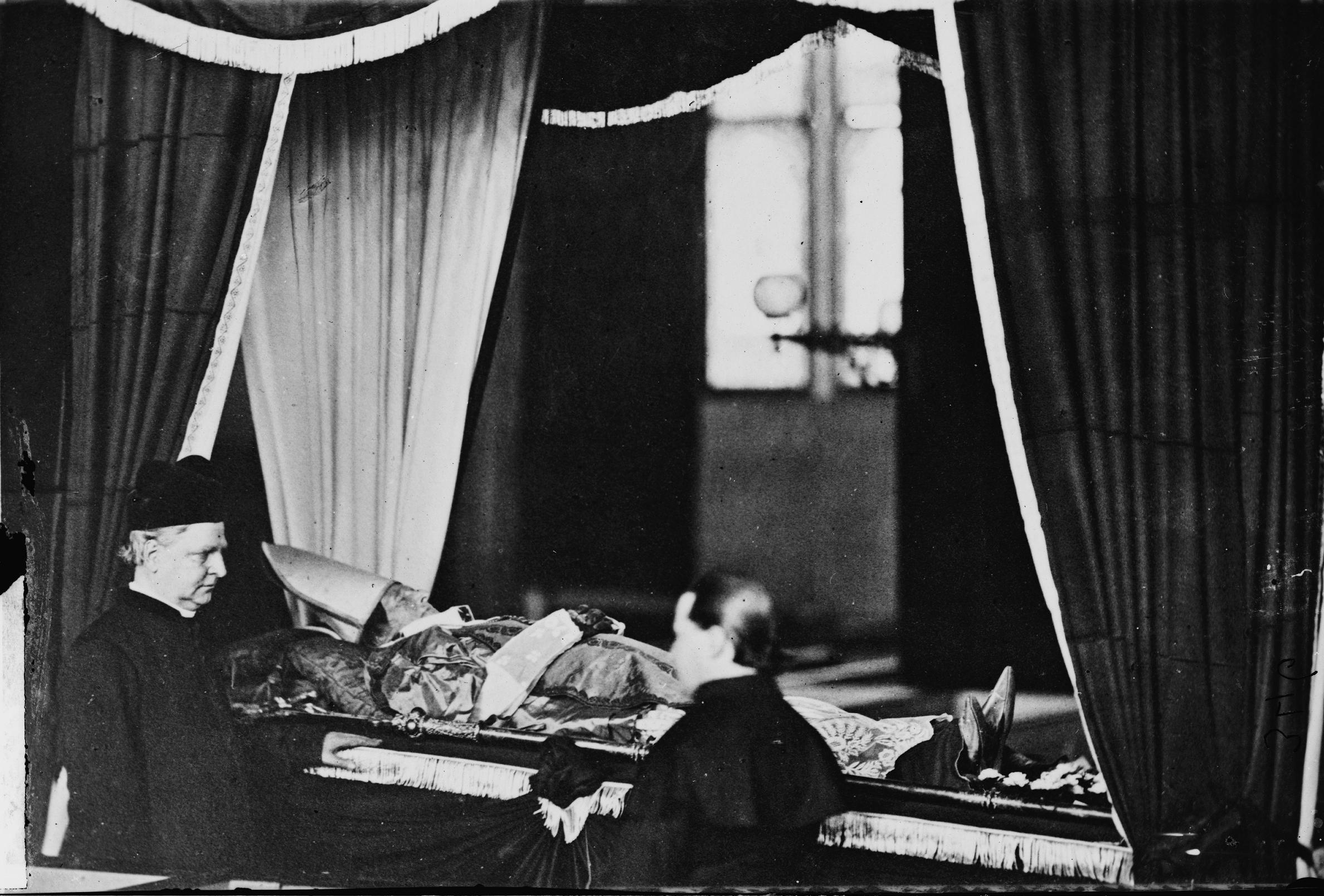
John Hughes
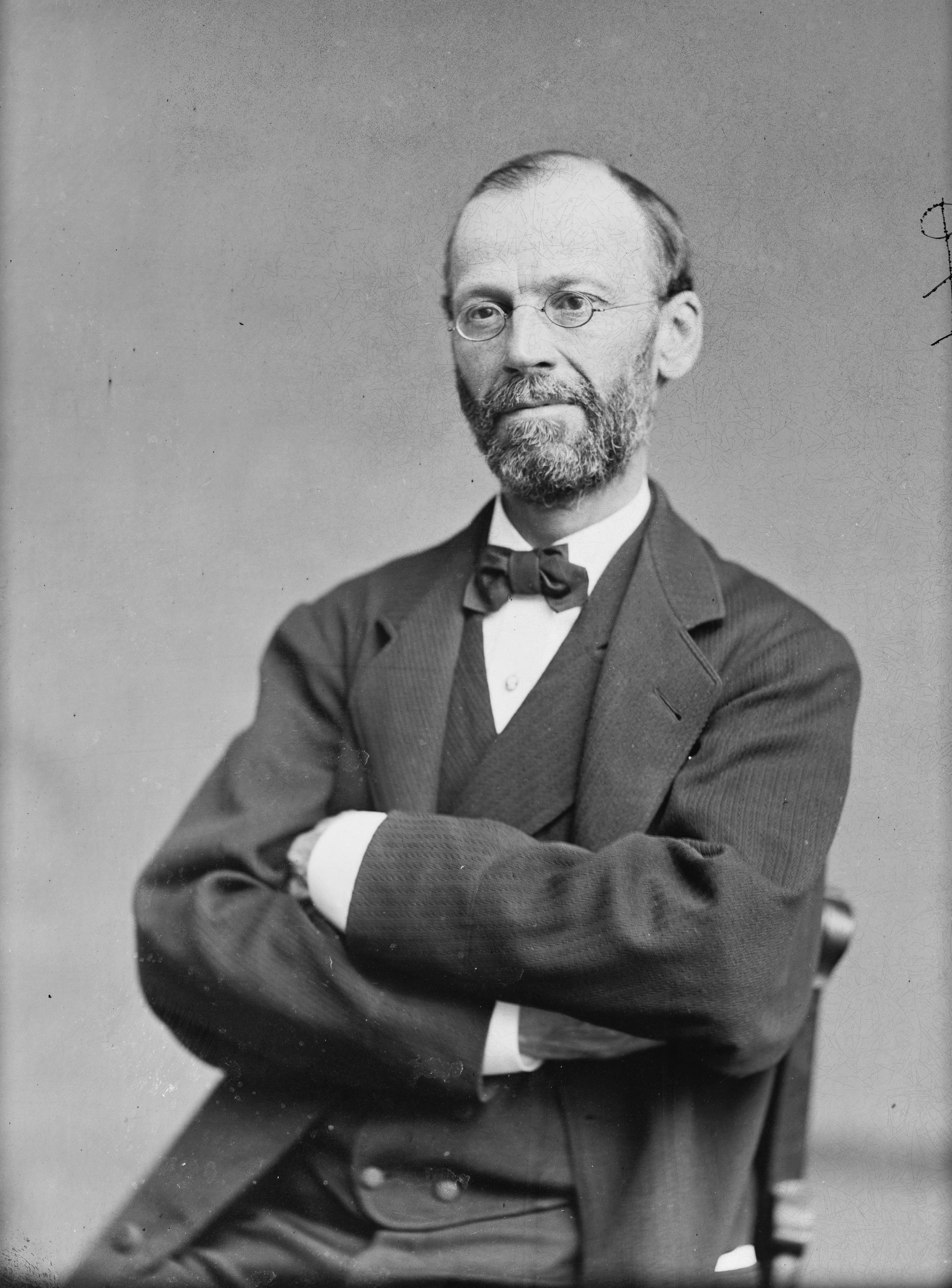
Smith Ely Jr.
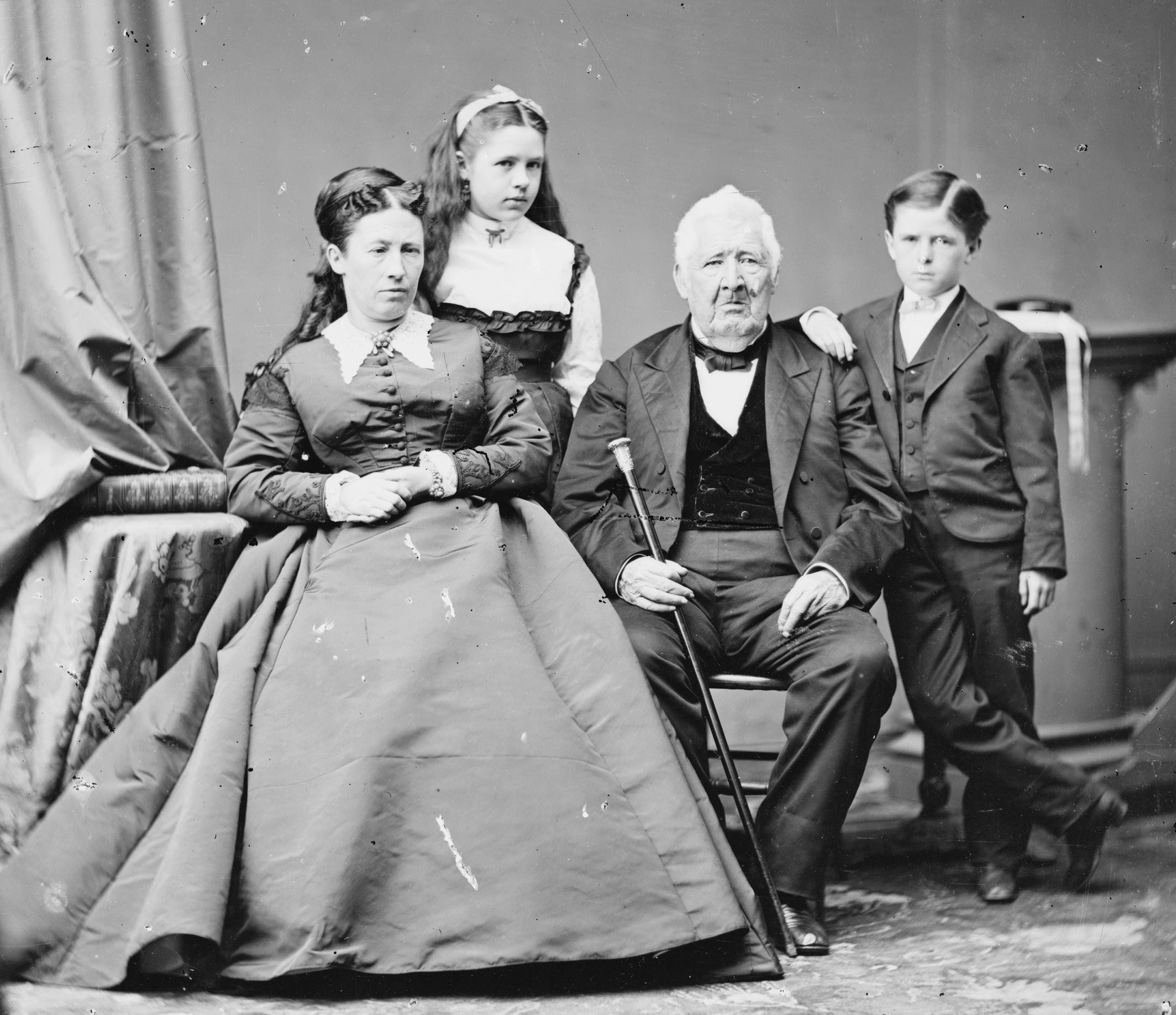
Julia Grantová s rodinou